# ТТ39
ТТ39 (англ. Theban Tomb №39) — гробница фиванского некрополя Эль-Хоха на западном берегу Нила. Это место упокоения древнеегипетского чиновника и архитектора Пуимре. Она состоит из трёх часовен и просторного зала, расположенных на глубине до двух метров под землей.

## Пуимре
| Q3 | G43 | M17 | G17 | N5 |

| Q3 | G43 | M17 | G17 | N5 |

Пуимре (Пуемре или Пуимра) был чиновником, архитектором и вторым пророком Амона, служившим под началом Верховного жреца Амона Хапусенеба. Пуимре жил во времена Хатшепсут и Тутмоса III. Он был сыном Пуи и Нефер-иа. У Пуимре было две жены: Танеферт и Сенсенеб. Сенсенеб была дочерью Верховного жреца Хапунесеба и его жены Аменхотеп. Сенсенеб служила старшей жрицей (адоратрикс) в храме Амона.

## Гробница
Галерея гробницы состоит из 8 стел, шесть из которых содержат автобиографические тексты. Прихожая украшена сценами садов, мастерских в храме Амона и сельскохозяйственных сюжетов. Дальше располагаются сцены трапезы и записи нубийских даров в сокровищницу Амона. Другие росписи показывают как сын дарит букет цветов Пуимре и его жене Сенсенеб, а также Пуимре с Танеферт, проводящих инспекцию продуктов, таких как рыба, гуси и т. п.
В южной часовне изображены сыновья и дочери, подающие новогодние дары. Северная часовня украшена похоронными сюжетами. В центральной часовне изображены жрицы Хатхор, приносящие менаты и знаки богини к Пуимре, а также сцена самого Пуимре с сыном. Из этой гробницы также известно первое древнеегипетское личное имя кошки — Неджем.

## Реставрация
В 2005 году была начата реставрация гробницы командой мексиканских археологов, членов Мексиканского Египтологического Общества.